# Іванов Ігор Петрович
Ігор Петрович Іванов (1923—1992) — радянський вчений, педагог-новатор, доктор педагогічних наук, академік Російської академії освіти, професор Ленінградського державного педагогічного інституту імені О. І. Герцена, лауреат премії імені Антона Макаренка.
Педагоги вважають академіка Ігоря Іванова винахідником методики організації колективних творчих справ (КТС; російською — «КТД»), засновником педагогіки, про яку говорять як про «педагогіку співробітництва», називають її ще «колективним творчим вихованням», «орлятська педагогіка», «нове виховання», «виховання по Іванову», «педагогіка соціальної творчості». Під розхожою назвою «комунарська методика» новаторство Ігоря Іванова представлено в «Російській педагогічній енциклопедії».

## Комунарський рух
Крім того, Ігоря Іванова вважають ініціатором і творцем соціально-педагогічного руху. В 1956 році в Ленінграді він створив творчу групу педагогів — Союз ентузіастів (СЕН), в 1959 р. — Комуну юних фрунзенців (КЮФ) — школу районного активу старшокласників, а у 1963 р. — Комуну ім. А. С. Макаренка (КІМ) — співдружність студентів, захоплених ідеями великого вихователя і педагога. За прикладом ленінградців комунарські загони, підліткові, студентські та педагогічні клуби стали виникати по всій країні. У створенні привабливого для підлітків способу життя та творчої співпраці дітей і дорослих у Всеросійському таборі «Орлятко» брав участь «десант» із сорока членів КЮФ. «Орлятко» та «Комсомольская правда» («КЮК» і «Алий парус») зіграли важливу роль у поширенні ідей і методів Ігоря Іванова.
Методика КТС лягла в основу не лише молодіжного руху. Ця методика — діяльний, творчий та організаційний механізм педагогіки, яку автор назвав «педагогіка спільної турботи». Її можна назвати ще «педагогіка соціальної творчості» або розглядати як її серцевину: діти і дорослі стають господарями власного життя, створюють те, на що здатні, їх справи — це щира турбота про навколишній світ і розвиток всіх і кожного, лицарське служіння добру, творчий підйом, демократизм, товариство, мажор і дух свободи.
«Енциклопедія КТС» відома широким колам педагогічної громадськості. Сотні тисяч хлопців і педагогів протягом другої половини XX століття із захопленням «грають» у захист фантастичних проектів, прес-конференції, вечори розгаданих і нерозгаданих таємниць, всілякі ТУ-ВІ (турніри-вікторини), естафети улюблених занять, фабрики, святкову пошту, ЧТД (чергування творчих доручень; російською — ЧТП: чередование творческих поручений) та багато іншого. Це масове захоплення зумовлене тим, що все це робиться не за вказівкою з боку, тим більше не під диктовку і команду, а самостійно, на основі власної ініціативи, на користь і радість людям.
У 1998 році у Санкт-Петербурзі до початку Всеросійського з'їзду послідовників академіка Ігоря Іванова «Виховання і школа на рубежі XXI століття» побачила світ книга Л. А. Іванової «Майбутнє в сьогоденні — життя і творчість Ігоря Петровича Іванова».
За методикою, розробленою Ігорем Івановим, діють сучасні комунарські колективи в Росії, такі, як Архангельський міський штаб школярів імені Гайдара (1962), Рух комунарів (2011) та інші.